# Hetaerina vulnerata
Hetaerina vulnerata är en trollsländeart som beskrevs av Hagen in Selys 1853. Hetaerina vulnerata ingår i släktet Hetaerina och familjen jungfrusländor. IUCN kategoriserar arten globalt som livskraftig. Inga underarter finns listade i Catalogue of Life.